# Audea fumata
Audea fumata là một loài bướm đêm trong họ Erebidae.